# Högra Alxa
Högra Alxa är ett mongoliskt baner som lyder under Alxa i den autonoma regionen Inre Mongoliet i nordvästra Kina, omkring 760 kilometer väster om regionhuvudstaden Hohhot.